# 李景光 (乒乓球运动员)
李景光（1947年—2000年6月16日），中国退役男子乒乓球运动员。他曾获得1971年世界乒乓球锦标赛男子团体金牌。2000年6月16日，他因为意外坠楼身亡。